# Schwinger-Bosonisierung
Die Schwinger-Bosonisierung ist ein Verfahren der theoretischen Physik, um quantenmechanische Spins auf bosonische Felder abzubilden. Im Gegensatz zu der verwandten Holstein-Primakoff-Transformation, welche jeweils einen Spin auf ein bosonisches Feld abbildet, führt die Schwinger-Bosonisierung zwei bosonische Felder pro Spin ein. Dafür besitzt sie den Vorteil, dass die technisch schwieriger zu behandelnden Quadratwurzeln aus Operatoren und die nicht-holonomen Zwangsbedingungen der Holstein-Primakoff-Transformation vermieden werden.
Die Methode stellt einen wichtigen Spezialfall der allgemeineren Jordan-Schwinger-Abbildung (nach Julian Schwinger und Pascual Jordan) dar.
Die drei Spin-Operatoren {\displaystyle S_{x}}, {\displaystyle S_{y}} und {\displaystyle S_{z}} werden wie folgt auf zwei verschiedene bosonische Erzeugungs- und Vernichtungsoperatoren {\displaystyle a^{\dagger },a} und {\displaystyle b^{\dagger },b} abgebildet:
{\displaystyle {\begin{aligned}S_{x}&={\frac {1}{2}}\left(a^{\dagger }b+b^{\dagger }a\right)\\S_{y}&={\frac {1}{2i}}\left(a^{\dagger }b-b^{\dagger }a\right)\\S_{z}&={\frac {1}{2}}\left(a^{\dagger }a-b^{\dagger }b\right)\,.\end{aligned}}}
Es lässt sich leicht aus den bosonischen Kommutatorrelationen zeigen, dass die so definierten Operatoren die Spin-Algebra {\displaystyle [S_{i},S_{j}]=i\epsilon _{ijk}S_{k}} erfüllen. Zusätzlich muss aber noch der unendlichdimensionale bosonische Hilbertraum auf den endlichdimensionalen Spin-Hilbertraum eingeschränkt werden, indem die Zwangsbedingung
{\displaystyle a^{\dagger }a+b^{\dagger }b=2S}
gefordert wird, wobei {\displaystyle S} die Spinlänge ist.
Die Methode findet vielfältige Anwendung in der Behandlung von ferromagnetischen, antiferromagnetischen und frustrierten Spin-Modellen im Gleichgewicht und Nichtgleichgewicht und in der Quantenoptik zur Beschreibung kollektiver interner Zustände atomare Ensembles als auch (in umgekehrter Richtung) bei der Verwendung von Stokes-Operatoren zur Beschreibung des elektromagnetischen Feldes.